# Vajiralongkorn

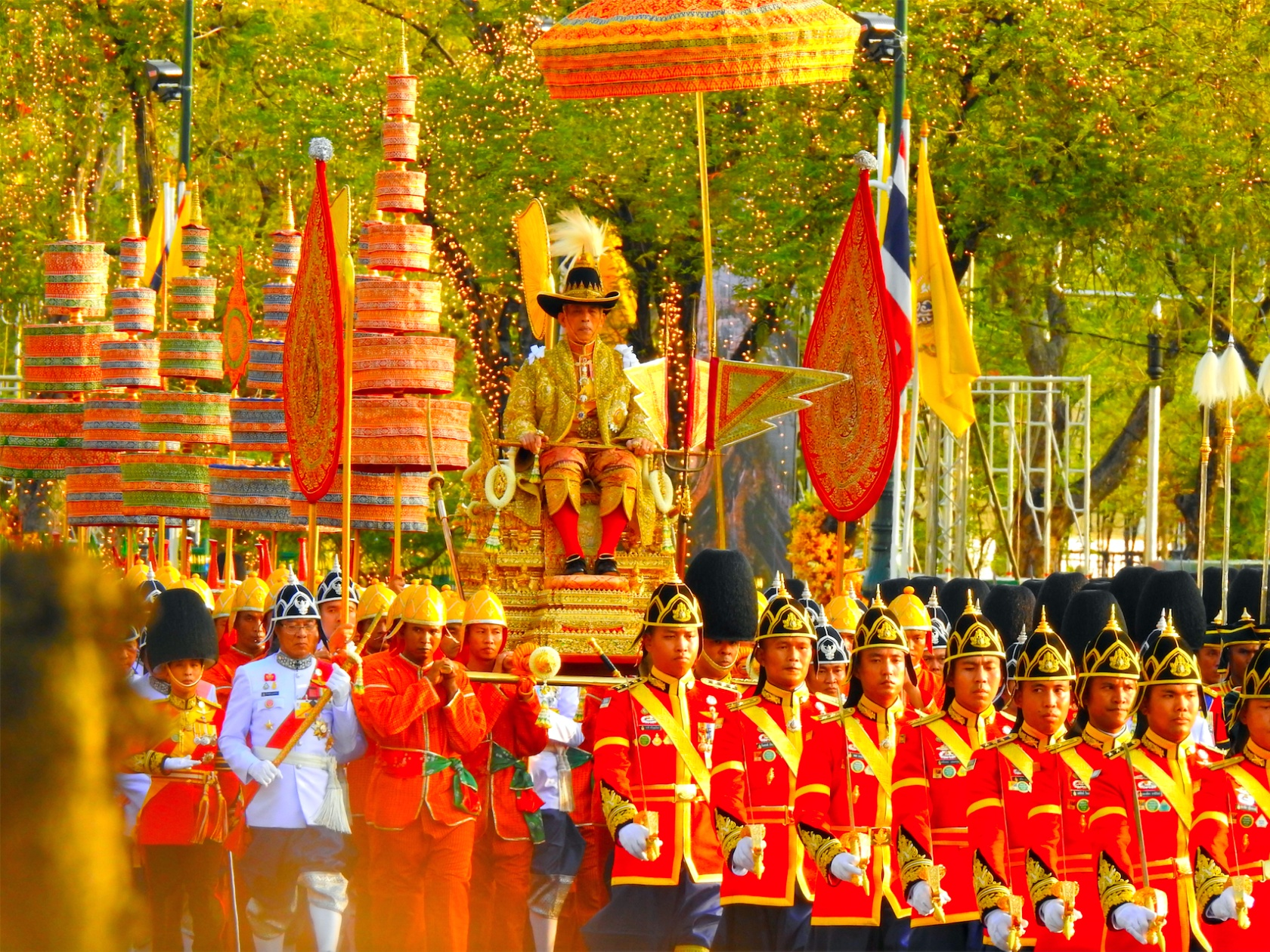
La coronación del rey Rama X (mayo de 2019).

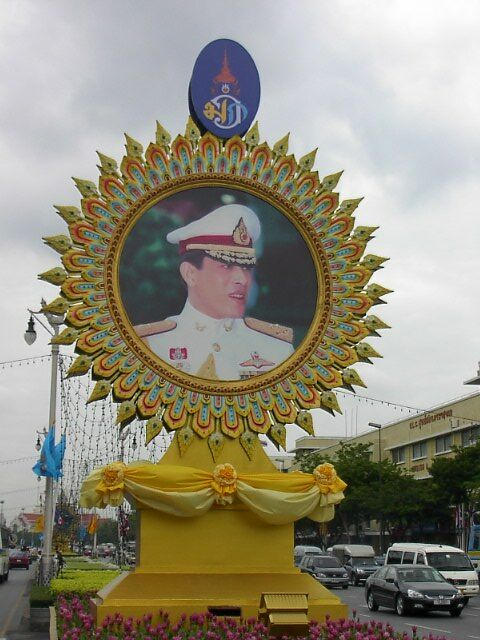
Retrato del entonces príncipe heredero en la Avenida Rajdamnoen.

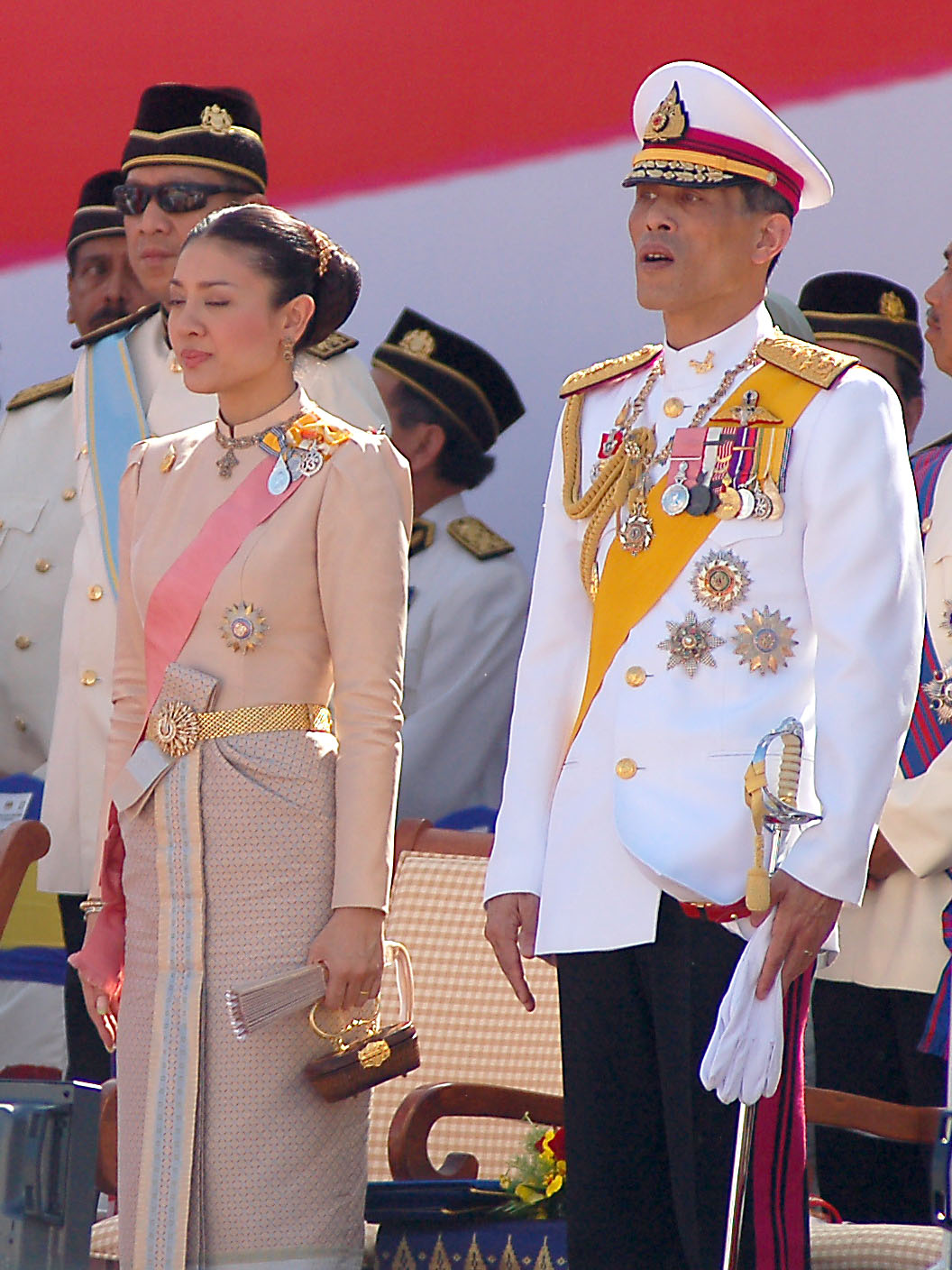
Vajiralongkorn, con su entonces tercera esposa.

Vajiralongkorn, cuyo nombre completo es Maha Vajiralongkorn Bodindradebayavarangkun (en tailandés: มหาวชิราลงกรณ; rtgs: Maha Wachiralongkon; Bangkok, 28 de julio de 1952), es el actual rey de Tailandia y el décimo de la dinastía Chakri, conocido como Rama X.
Le fue otorgado el título Somdech Phra Boroma Orasadhiraj Chao Fah Maha Vajiralongkorn Sayam Makutrajakuman por el rey el 28 de diciembre de 1972, convirtiéndole en príncipe heredero del trono (el sufijo Sayam Makutrajakuman es el título oficial con el que se llama al príncipe heredero de la corona en Tailandia).
Tras la muerte del rey Bhumibol Adulyadej, el 13 de octubre de 2016, el príncipe heredero pidió no ser proclamado rey hasta que se acabaran las honras funerarias o período de luto. El antiguo primer ministro y presidente del consejo privado Prem Tinsulanonda asumió la regencia desde esa fecha hasta el 1 de diciembre. Siete semanas después aceptó el trono, convirtiéndose en el rey Rama X, con efectos retroactivos desde el 13 de octubre, aunque no fue formalmente coronado hasta pasado el período de luto, que en Tailandia suele durar un año. Fue coronado del 4 al 6 de mayo de 2019. Se estimó que en 2020 su patrimonio neto sería de unos 30 000 millones de dólares, lo que lo convierte en uno de los gobernantes más ricos del mundo. En Tailandia no están permitidas las críticas al monarca, ya que está protegido por una de las leyes de lesa majestad más estrictas del mundo.

## Educación
Vajiralongkorn nació en el Palacio de Dusit, en Bangkok, el 28 de julio de 1952. Hizo sus estudios de bachillerato en colegios privados del Reino Unido (Millfield School, Somerset) y Australia (The King's School, Sídney).
El Príncipe recibió instrucción militar en el Royal Military College en Canberra, Australia, y completó estudios de arte en la Universidad Sukhothai Thammatirat en Bangkok. Desde 1989 ha servido como oficial de carrera en el Real Ejército Tailandés. Ha trabajado como oficial en el Directorado de Inteligencia del Ejército, y en 1992 asumió el comando del Batallón de Protección del Rey. Sin embargo, ese mismo año interrumpió su carrera militar para ordenarse como monje budista, como es costumbre para todos los hombres budistas en Tailandia (su padre también hizo lo mismo, quedándose su madre como regente durante ese tiempo).

## Vida profesional
Vajiralongkorn ha entrenado con los ejércitos de Estados Unidos, Reino Unido y Australia, específicamente técnicas especiales en demolición y guerra no convencional. Está calificado como piloto militar de aviones y helicópteros. A pesar de que la carrera militar es típica para príncipes de la familia real, Vajiralongkorn se destaca por haber tomado parte activa en operaciones militares. Durante la década de 1990 estuvo al mando de campañas contra la insurgencia de fuerzas comunistas irregulares en el norte y noreste de Tailandia; participó en operaciones a lo largo de la frontera con Camboya durante los años del régimen del Jemer Rojo.
En la actualidad, Vajiralongkorn tiene el rango de general en el Ejército Real Tailandés, almirante en la Marina Real Tailandesa y mariscal en jefe del Aire en la Real Fuerza Aérea Tailandesa. Sin embargo, con el paso de los años su rol como militar se ha ido convirtiendo cada vez más en ceremonial. Según avanzaba la edad de su padre, Vajiralongkorn ha ido asumiendo un papel de importancia en las ceremonias reales y las actividades públicas.
A pesar de ser un tema que no se discute públicamente en Tailandia, Vajiralongkorn no comparte la enorme popularidad de la que disfrutan sus padres con el pueblo. Se especula que las razones de su falta de popularidad se encuentran en su carrera militar durante una época en la que el pueblo tailandés repudiaba la larga y reciente historia de gobiernos militares, los rumores de una vida privada inmoral, de abuso y maltrato de sus subordinados, así como una percepción de que su personalidad es fría y distante.
En 2002 la revista The Economist escribió:
"Vajiralongkorn es mucho menos querido que el Rey. En Bangkok se intercambian chismes sobre su sensacional vida privada. Una de sus hermanas, y posible heredera del trono, es más popular pero Tailandia nunca ha estado gobernada por una mujer. En todo caso, independientemente de sus méritos y cualificaciones, ningún sucesor puede aspirar a igualar la estatura que el Rey Bhumibol ha alcanzado luego de 55 años en el trono." 

## Reinado

### Adhesión al trono
De acuerdo con la Constitución de 2007, el gabinete informó al presidente de la Asamblea Nacional para invitar al príncipe heredero Maha Vajiralongkorn a que asumiera el trono. Después de que su padre, Bhumibol Adulyadej, muriera el 13 de octubre de 2016, se esperaba que Maha Vajiralongkorn asumiera el trono de Tailandia, pero pidió tiempo para llorar antes de tomar el trono. En la noche del 1 de diciembre de 2016, el quincuagésimo día después de la muerte de Bhumibol, el regente Prem Tinsulanonda llevó a los jefes de las tres ramas del gobierno del país a una audiencia con Maha Vajiralongkorn para invitarle, de nuevo, a ascender al trono como el décimo rey de la Dinastía Chakri. Maha Vajiralongkorn aceptó la invitación, diciendo en una declaración televisada: "Me gustaría aceptar para cumplir los deseos de su majestad y para el beneficio de todos los tailandeses". El gobierno declaró su reinado con carácter retroactivo a la fecha de la muerte de su padre, pero no le va a coronar formalmente hasta después de la cremación de su padre.

### La designación de los miembros del Consejo Privado
Tras la renuncia de los consejeros de Bhumibol Adulyadej, Maha Vajiralongkorn nombró a los 10 miembros del Consejo Privado, de los que permanecieron siete miembros del anterior, incorporándose tres nuevos miembros. Prem Tinsulanonda fue renombrado presidente del Consejo Privado bajo mando real. La orden fue emitida bajo la Sección 2 de la Constitución interina de 2014, completada con las Secciones 12, 13 y 16 de la Constitución de 2007 sobre el rey, que fueron retenidas y permanecen en vigor.

### Enmiendas constitucionales
El parlamento respaldado por las fuerzas armadas votó abrumadoramente en enero de 2017 para hacer enmiendas en la constitución sugeridas por la oficina del nuevo rey, una medida que probablemente retrasaría las elecciones generales programadas para el final del año. El proyecto de constitución fue aprobado en un referéndum el año pasado y ha estado esperando el apoyo del rey Maha Vajiralongkorn. El primer ministro Prayut Chan-o-cha dijo que la oficina del rey Vajiralongkorn había pedido varios cambios a las cláusulas relacionadas con el poder real en el proyecto de constitución, una rara intervención de un monarca tailandés entronizado.

## Vida familiar
En 1991 Vajiralongkorn contrajo matrimonio con la princesa Soamsavali Kitiyakara (nacida en 1971), su prima hermana por el lado materno. Se divorciaron años más tarde (ella siguió siendo parte de la familia real), y Vajiralongkorn vivió por unos años, sin contraer nunca matrimonio, con Yuvadhida Polpraserth (nacida en 1976), con la cual tuvo cuatro hijos y una hija. La falta de un heredero varón legítimo fue la razón para que se aprobara una legislación que permite el ascenso al trono de una mujer.
Según anunció la revista Asiaweek en diciembre de 1999, la relación de Vajiralongkorn con Yuvadhida llegó a su fin en 1996.
En febrero de 2001, Vajiralongkorn se casó con Mom Srirasmi Mahidol na Ayuthaya, quien luego fue nombrada princesa Srirasmi. La noticia de esta boda no fue anunciada en su momento sino más recientemente. La princesa Srirasmi tuvo un hijo varón el 29 de abril de 2005, dándole a Tailandia un legítimo heredero varón. Se divorciaron en diciembre de 2014.
El 1 de mayo de 2019, contrajo matrimonio con Suthida Tidjai (reina consorte).
El 28 de julio de 2019, día de su cumpleaños, contrajo matrimonio con Niramon Aunprom (real noble consorte), a pesar de lo cual el 21 de octubre de 2019, le fueron eliminados las distinciones honoríficas y títulos de nobleza, así como sus rangos militares. No obstante, el 2 de septiembre de 2020, se comunicó que nunca perdió dichos títulos y honores.
Vajiralongkorn ha tenido los siguientes hijos e hijas: 
Con la princesa Soamsavali Kitiyakara:
- S.A.R. la princesa Bajrakitiyabha, nacida el 7 de diciembre de 1978.

Con Yuvadhida Polpraserth:
- S.A.S. el príncipe Chudhavajra, nacido el 29 de agosto de 1979.
- S.A.S. el príncipe Vajaresra, nacido el 27 de mayo de 1981.
- S.A.S. el príncipe Chakrivajra, nacido el 26 de febrero de 1983.
- S.A.S. el príncipe Vajravira, nacido el 14 de junio de 1985.
- S.A.S. la princesa Busya Nambejira (luego cambiado a Sirivannavari), nacida el 8 de enero de 1987 (ascendida a princesa Sirivannavari por mandato real el 15 de junio de 2005).

Los hijos varones tenidos con Yuvadhida viven ahora en los Estados Unidos. Informes no confirmados establecen que su padre ha dado órdenes para que les sean retirados sus títulos reales.
Con la princesa Srirasmi (ascendida a S.A.R. el 15 de junio de 2005, perdió su título en 2014):
- S.A.R. el príncipe Dipangkorn Rasmijoti, nacido el 29 de abril de 2005, quien ahora es primero en la línea de ascensión al trono.

## Distinciones honoríficas

### Distinciones honoríficas tailandesas
- Caballero de la Orden de la Casa Real de Chakri.
- Caballero de la Orden de las Nueve Gemas.
- Caballero de la Orden de Chula Chom Klao.
- Caballero Gran Cordón de la Orden del Elefante Blanco.
- Caballero Gran Cordón de la Orden de la Corona de Tailandia.
- Caballero Gran Cruz de la Orden del Direkgunabhorn.
- Miembro de Primera Clase de la Orden de Ramkeerati [Medalla Boy Scout].
- Medalla al Coraje.
- Medalla a la Salvaguardia de la Libertad [Primera Clase].
- Medalla al Servicio en la Frontera.
- Medalla Chakra Mala.
- Medalla al Servicio del Rey Bhumibol Adulyadej.
- Medalla de la Corte del Rey Bhumibol Adulyadej.
- Medalla de Oro de la Cruz Roja.

### Distinciones honoríficas extranjeras
- Caballero de la Orden del Elefante (Reino de Dinamarca, 07/02/2001).
- Caballero gran cordón de la Suprema Orden del Crisantemo (Imperio de Japón, 26/09/1991).
- Caballero gran cruz de la Orden de Avis (República Portuguesa, 31/12/1981).
- Caballero gran cruz (clase especial) de la Orden del Mérito de la República Federal de Alemania (República Federal de Alemania, 29/02/1984).
- Caballero gran cruz de la Real Orden Victoriana (Reino Unido, 28/10/1996).
- Caballero gran cruz de la Real y Distinguida Orden de Carlos III (Reino de España, 13/11/1987).[11]

- Caballero de la Orden de los Serafines (Reino de Suecia, 25/02/2003).
- Caballero gran cruz de la Orden de la Corona (Reino de los Países Bajos, 19/01/2004).
- Miembro de II Clase de la Orden Familiar de Terengganu (Sultanato de Terengganu).
- Gran Comandante de la Orden de la Defensa del Reino (Reino de Malasia, 02/09/2013).[12]

## Ancestros
|  |                                                              |  |  |  |  |  |  |  |  |  |  |  |  |  |  |  |
|  | 16. Mongkut (Rama IV)                                        |  |  |  |  |  |  |  |  |  |  |  |  |  |  |  |
|  |                                                              |  |  |  |  |  |  |  |  |  |  |  |  |  |  |  |
|  |                                                              |  |  |  |  |  |  |  |  |  |  |  |  |  |  |  |
|  | 8. Chulalongkorn (Rama V)                                    |  |  |  |  |  |  |  |  |  |  |  |  |  |  |  |
|  |                                                              |  |  |  |  |  |  |  |  |  |  |  |  |  |  |  |
|  |                                                              |  |  |  |  |  |  |  |  |  |  |  |  |  |  |  |
|  | 17. Debsirindra                                              |  |  |  |  |  |  |  |  |  |  |  |  |  |  |  |
|  |                                                              |  |  |  |  |  |  |  |  |  |  |  |  |  |  |  |
|  |                                                              |  |  |  |  |  |  |  |  |  |  |  |  |  |  |  |
|  | 4. Mahidol Adulyadej, Príncipe de Songkhla                   |  |  |  |  |  |  |  |  |  |  |  |  |  |  |  |
|  |                                                              |  |  |  |  |  |  |  |  |  |  |  |  |  |  |  |
|  |                                                              |  |  |  |  |  |  |  |  |  |  |  |  |  |  |  |
|  | 18. Mongkut (Rama IV) (= 16)                                 |  |  |  |  |  |  |  |  |  |  |  |  |  |  |  |
|  |                                                              |  |  |  |  |  |  |  |  |  |  |  |  |  |  |  |
|  |                                                              |  |  |  |  |  |  |  |  |  |  |  |  |  |  |  |
|  | 9. Savang Vadhana                                            |  |  |  |  |  |  |  |  |  |  |  |  |  |  |  |
|  |                                                              |  |  |  |  |  |  |  |  |  |  |  |  |  |  |  |
|  |                                                              |  |  |  |  |  |  |  |  |  |  |  |  |  |  |  |
|  | 19. Piam Sucharitakul                                        |  |  |  |  |  |  |  |  |  |  |  |  |  |  |  |
|  |                                                              |  |  |  |  |  |  |  |  |  |  |  |  |  |  |  |
|  |                                                              |  |  |  |  |  |  |  |  |  |  |  |  |  |  |  |
|  | 2. Bhumibol Adulyadej (Rama IX)                              |  |  |  |  |  |  |  |  |  |  |  |  |  |  |  |
|  |                                                              |  |  |  |  |  |  |  |  |  |  |  |  |  |  |  |
|  |                                                              |  |  |  |  |  |  |  |  |  |  |  |  |  |  |  |
|  | 20. Chum Chukramol                                           |  |  |  |  |  |  |  |  |  |  |  |  |  |  |  |
|  |                                                              |  |  |  |  |  |  |  |  |  |  |  |  |  |  |  |
|  |                                                              |  |  |  |  |  |  |  |  |  |  |  |  |  |  |  |
|  | 10. Chu Chukramol                                            |  |  |  |  |  |  |  |  |  |  |  |  |  |  |  |
|  |                                                              |  |  |  |  |  |  |  |  |  |  |  |  |  |  |  |
|  |                                                              |  |  |  |  |  |  |  |  |  |  |  |  |  |  |  |
|  | 5. Srinagarindra                                             |  |  |  |  |  |  |  |  |  |  |  |  |  |  |  |
|  |                                                              |  |  |  |  |  |  |  |  |  |  |  |  |  |  |  |
|  |                                                              |  |  |  |  |  |  |  |  |  |  |  |  |  |  |  |
|  | 11. Kham Chukramol                                           |  |  |  |  |  |  |  |  |  |  |  |  |  |  |  |
|  |                                                              |  |  |  |  |  |  |  |  |  |  |  |  |  |  |  |
|  |                                                              |  |  |  |  |  |  |  |  |  |  |  |  |  |  |  |
|  | 23. Pha                                                      |  |  |  |  |  |  |  |  |  |  |  |  |  |  |  |
|  |                                                              |  |  |  |  |  |  |  |  |  |  |  |  |  |  |  |
|  |                                                              |  |  |  |  |  |  |  |  |  |  |  |  |  |  |  |
|  | 1. Maha Vajiralongkorn (Rama X)                              |  |  |  |  |  |  |  |  |  |  |  |  |  |  |  |
|  |                                                              |  |  |  |  |  |  |  |  |  |  |  |  |  |  |  |
|  |                                                              |  |  |  |  |  |  |  |  |  |  |  |  |  |  |  |
|  | 24. Chulalongkorn (Rama V) (= 8)                             |  |  |  |  |  |  |  |  |  |  |  |  |  |  |  |
|  |                                                              |  |  |  |  |  |  |  |  |  |  |  |  |  |  |  |
|  |                                                              |  |  |  |  |  |  |  |  |  |  |  |  |  |  |  |
|  | 12. Kitiyakara Voralaksana, I Príncipe de Chanthaburi        |  |  |  |  |  |  |  |  |  |  |  |  |  |  |  |
|  |                                                              |  |  |  |  |  |  |  |  |  |  |  |  |  |  |  |
|  |                                                              |  |  |  |  |  |  |  |  |  |  |  |  |  |  |  |
|  | 25. Uam Bisalayabutra                                        |  |  |  |  |  |  |  |  |  |  |  |  |  |  |  |
|  |                                                              |  |  |  |  |  |  |  |  |  |  |  |  |  |  |  |
|  |                                                              |  |  |  |  |  |  |  |  |  |  |  |  |  |  |  |
|  | 6. Nakkhatra Mangkala Kitiyakara, II Príncipe de Chanthaburi |  |  |  |  |  |  |  |  |  |  |  |  |  |  |  |
|  |                                                              |  |  |  |  |  |  |  |  |  |  |  |  |  |  |  |
|  |                                                              |  |  |  |  |  |  |  |  |  |  |  |  |  |  |  |
|  | 26. Devan Uthaivongse, Príncipe Devavongse Varoprakarn       |  |  |  |  |  |  |  |  |  |  |  |  |  |  |  |
|  |                                                              |  |  |  |  |  |  |  |  |  |  |  |  |  |  |  |
|  |                                                              |  |  |  |  |  |  |  |  |  |  |  |  |  |  |  |
|  | 13. Princesa Apsarasaman Devakula                            |  |  |  |  |  |  |  |  |  |  |  |  |  |  |  |
|  |                                                              |  |  |  |  |  |  |  |  |  |  |  |  |  |  |  |
|  |                                                              |  |  |  |  |  |  |  |  |  |  |  |  |  |  |  |
|  | 27. Yai Sucharitakul                                         |  |  |  |  |  |  |  |  |  |  |  |  |  |  |  |
|  |                                                              |  |  |  |  |  |  |  |  |  |  |  |  |  |  |  |
|  |                                                              |  |  |  |  |  |  |  |  |  |  |  |  |  |  |  |
|  | 3. Mom Rajawongse Sirikit Kitiyakara                         |  |  |  |  |  |  |  |  |  |  |  |  |  |  |  |
|  |                                                              |  |  |  |  |  |  |  |  |  |  |  |  |  |  |  |
|  |                                                              |  |  |  |  |  |  |  |  |  |  |  |  |  |  |  |
|  | 28. Príncipe Sai Sanidvongse                                 |  |  |  |  |  |  |  |  |  |  |  |  |  |  |  |
|  |                                                              |  |  |  |  |  |  |  |  |  |  |  |  |  |  |  |
|  |                                                              |  |  |  |  |  |  |  |  |  |  |  |  |  |  |  |
|  | 14. Sadan Sanidvongse                                        |  |  |  |  |  |  |  |  |  |  |  |  |  |  |  |
|  |                                                              |  |  |  |  |  |  |  |  |  |  |  |  |  |  |  |
|  |                                                              |  |  |  |  |  |  |  |  |  |  |  |  |  |  |  |
|  | 29. Khian Sasisamit                                          |  |  |  |  |  |  |  |  |  |  |  |  |  |  |  |
|  |                                                              |  |  |  |  |  |  |  |  |  |  |  |  |  |  |  |
|  |                                                              |  |  |  |  |  |  |  |  |  |  |  |  |  |  |  |
|  | 7. Mom Luang Bua Sanidvongse                                 |  |  |  |  |  |  |  |  |  |  |  |  |  |  |  |
|  |                                                              |  |  |  |  |  |  |  |  |  |  |  |  |  |  |  |
|  |                                                              |  |  |  |  |  |  |  |  |  |  |  |  |  |  |  |
|  | 30. Ruai Bunyathon                                           |  |  |  |  |  |  |  |  |  |  |  |  |  |  |  |
|  |                                                              |  |  |  |  |  |  |  |  |  |  |  |  |  |  |  |
|  |                                                              |  |  |  |  |  |  |  |  |  |  |  |  |  |  |  |
|  | 15. Bang Bunyathon                                           |  |  |  |  |  |  |  |  |  |  |  |  |  |  |  |
|  |                                                              |  |  |  |  |  |  |  |  |  |  |  |  |  |  |  |
|  |                                                              |  |  |  |  |  |  |  |  |  |  |  |  |  |  |  |
|  | 31. Wae Na Bangxang                                          |  |  |  |  |  |  |  |  |  |  |  |  |  |  |  |
|  |                                                              |  |  |  |  |  |  |  |  |  |  |  |  |  |  |  |
|  |                                                              |  |  |  |  |  |  |  |  |  |  |  |  |  |  |  |